# Okavango
Okavango je reka, ki teče skozi Angolo, Namibijo in Bocvano ter je šesti največji rečni sistem v Južni Afriki, ki poteka v jugovzhodni smeri na dolžini 1600 km. Začne se v Angoli, kjer je znana kot reka Kubango. Dalje na jug je del meje med Angolo in Namibijo, nato pa se razliva v Bocvani, kjer drenira rezervat Moremi.
Preden priteče v Bocvano, ima štirimetrski padec po celotni širini 1,2 km, mnogo brzic, znanih kot slapovi Popa, ki so vidni, ko je vodostaj med sušnim obdobjem nizek.
Okavango se izteka v endoreično kotlino in nima stika z morjem. Namesto tega se izliva v močvirje v puščavi Kalahari, znano kot Okavangova delta ali aluvialna pahljača Okavanga. V deževnem obdobju odteče v reko Boteti, ki sezonsko odteka na slanišče Makgadikgadi, kjer v deževni sezoni nastanejo obširna mokrišča, na katerih se vsako poletje zbirajo tisoči flamingov. Del reke polni jezero Ngami. Območje Okavanga, znano po svoji divjadi, ima rezervat Moremi v Bocvani.
V hladnejših obdobjih v zgodovini Zemlje je bilo območje Kalaharija ogromno jezero, znano kot jezero Makgadikgadi. V tem času je bila reka Okavango eden največjih pritokov tega jezera.

## Reka
Reka izvira kot Kubango v osrednji Angoli v visokogorju Bie in teče od tam v puščavi podobno notranjost Bocvane.
Teče po višavju južno do meje z Namibijo. Od tam se v svojem srednjem toku imenuje Okavango in približno 400 km je mejna reka med Angolo in Namibijo. Rundu, glavno mesto regije Kavango – vzhod, je na južnem bregu reke.
Tu prehaja v podolgovat, ozek Caprivijev pas v Namibiji. Kmalu za Andaro s svojimi brzicami ustvari slapove Popa. Takoj pri Andari odda del svoje vode v kanal za hidroelektrarno, ki je bila zgrajena leta 1980 v okviru projekta Združenje za razvojno pomoč za oskrbo bolnišnice. Nato doseže severozahodni del Bocvane. Tam rečna voda pronica v močvirje v (nadzemno) endoreične kotline Okavango, površine 15.000 km², in močvirno notranjo delto, ki leži na severovzhodu Kalaharija; velikost delte naraste v deževnem obdobju do 20.000 km². Tukaj je rezervat Moremi. V srednjem toku reke Okavango živijo krokodili in veliki povodni konji. Delta je znana po veliki biotski pestrosti.
Glavni pritok je približno 1000 kilometrov dolga reka Cuito.

## Pretok
Zaradi sušnega vremena pozimi voda Kubanga – Okavanga in njenih pritokov svojo pot do delte običajno doseže z nekaj meseci zamude, in sicer le takrat, ko visoka voda v deževni sezoni steče proti jugu. Zato se zgodi, da Okavango teče v svojem srednjem in spodnjem toku le kot potok, potoček ali celo kot vzvratni tok v svojih kotanjastih jezerih. Ko se začne deževno obdobje, postane tok divji in zagotavlja njegovi močvirnati delti obilo vode. V letnem povprečju zagotavlja približno 10 milijard kubičnih metrov vode ob iztoku v delto.

## Poplave
Med deževno sezono Angola dobi trikrat več padavin kot Bocvana, pretok Okavanga se zelo poveča in odteka v odročno puščavo, kjer ustvarja veliko mokrišče.
Čeprav poletne padavine padejo v Angoli januarja, potrebuje za potovanje prvih 1000 km reka Okavango ves mesec. Potem traja še štiri mesece, da se prebije skozi rastline in številne kanale do končnih 250 km delte. Posledica je poplava, ki je največja med junijem in avgustom, v suhih zimskih mesecih v Bocvani. Delta nabrekne do trikratne stalne velikosti, privablja živali od daleč naokoli in ustvarja eno največjih koncentracij prostoživečih živali v Afriki.
Na najširšem delu se velika poplava razteza 150 km od vzhoda do zahoda. Eden od dejavnikov, ki vedno spreminja naravo delte, je ravnost površine. Če bi prerezali delto na najširši točki, bi ugotovili, da se višina spreminja v povprečju v navedenih 150 km manj kot 2 m, kar pomeni, da lahko že najmanjši nanos peska povzroči velike spremembe.
V zelo mokrih letih se del toka reke razprostira vzdolž reke Magvegana (pravzaprav severovzhodnega pritoka Okavangove delte) in vstopa v reko Zambezi mimo Kalaharija.

## Povodje
Povodje reke Okavango meri približno 721.258 km² .

## Spor zaradi vode
Namibija in Bocvana imata izkušnje s sušo in posledica tega je zaskrbljenost zaradi morebitnega spora glede uporabe vode iz reke. Namibija je zgradila kanal, ki je dolg približno 300 km, in predlagala projekt za gradnjo 250 km cevovoda za preusmeritev vode iz reke v Namibijo za namakanje.
Bocvani delta  prinaša denar zaradi turizma in je tudi vodni vir. Oddelek za vodne zadeve v Bocvani navaja, da se 97 % vode v reki izgubi zaradi izhlapevanja, tako da si država ne more privoščiti, da bi izgubili še dodatno vodo.
Namibija pa trdi, da bo preusmerila le pol odstotka toka reke in da je upravičena do vode, ki teče po njenem ozemlju. Za reševanje teh vprašanj so v letu 1994 Angola, Namibija in Bocvana podpisale sporazum, s katerim je bila ustanovljena stalna komisija (Permanent Okavango River Basin Water Commission (OKACOM)), ki svetuje trem državam, kako najbolje izkoriščati vire reke Okavango.